# Bigg Boss (Indie)
Bigg Boss – hinduska wersja Big Brothera. Premiera programu odbyła się 3 listopada 2006 roku. Wyemitowano już dwie edycje programu, trzecia edycja jest planowana. Stacjami telewizyjnymi, które pokazują program są Sony Entertainment Television i Colors (indyjski kanał TV). W latach 2006–2007 prowadzącym program był Arshad Warsi, a obecnie prowadzącą jest Shilpa Shetty.

## 1 edycja
Start: 3 listopada 2006 roku 
 
Koniec: 26 stycznia 2007 roku 
 
Dni: 86 

Uczestnicy:  
- Rahul Roy - (zwycięzca)
- Carol Gracias - 2. miejsce
- Ravi Kissen - 3. miejsce
- Rakhi Sawant - 4. miejsce
- Amit Sadh - 5. miejsce
- Roopali Ganguly - 12. miejsce / 6. miejsce
- Baba Sehgal - 7. miejsce
- Ragini Shetty - 8. miejsce
- Deepak Tijori - 9. miejsce
- Anupama Verma - 10. miejsce
- Aryan Vaid - 11. miejsce
- Kashmira Shah - 12. miejsce
- Deepak Parashar - 13. miejsce
- Bobby Darling - 14. miejsce
- Salil Ankola - 15. miejsce

| Rahul    | Amit Bobby          | Deepak P Ragini     | Kashmera Rakhi      | Rakhi Roopali       | Aryan               | Deepak T Ragini     | Deepak T Roopali    | Amit Roopali  | Amit Baba     | Rakhi Roopali | 4 Amit Carol | ZWYCIĘZCA  |          |          |          |          |          |          |          |          |          |          |          |          |          |          |          |
| Carol    | Bobby Deepak P      | Deepak P Kashmera   | Kashmera Rakhi      | Anupama Rakhi       | Anupama Aryan       | Anupama Deepak T    | Deepak T Ravi       | Baba Rakhi    | Baba Rakhi    | Amit Rakhi    | 3 Amit Ravi  | 2. miejsce |          |          |          |          |          |          |          |          |          |          |          |          |          |          |          |
| Ravi     | Bobby Deepak P      | Deepak P Kashmera   | Kashmera Rakhi      | Aryan Ragini        | Aryan Deepak T      | Amit Rahul          | Deepak T Ragini     | Amit Carol    | Amit Baba     | Carol Roopali | 2 Amit Carol | 3. miejsce |          |          |          |          |          |          |          |          |          |          |          |          |          |          |          |
| Rakhi    | Deepak P Rahul      | Kashmera Roopali    | Carol Rahul         | Carol Ravi          | 30 dzień            | 30 dzień            | Ragini Roopali      | Carol Roopali | Carol Roopali | Carol Roopali | 5 Rahul Ravi | 84 dzień   | 84 dzień |          |          |          |          |          |          |          |          |          |          |          |          |          |          |
| Amit     | Deepak P Roopali    | Deepak P Roopali    | Aryan Kashmera      | Aryan Rakhi         | Aryan Roopali       | Ragini Roopali      | Deepak T Ravi       | Ragini Rakhi  | Rahul Rakhi   | Ravi Roopali  | 1 Rahul Ravi | 79 dzień   |          |          |          |          |          |          |          |          |          |          |          |          |          |          |          |
| Roopali  | Anupama Aryan       | Deepak P Kashmera   | Kashmera Ragini     | Anupama Ragini      | Anupama Deepak T    | Anupama Deepak T    | Deepak T Rahul      | Ragini Rahul  | Rahul Rakhi   | Rahul Rakhi   | 72 dzień     | 72 dzień   |          |          |          |          |          |          |          |          |          |          |          |          |          |          |          |
| Baba     | Nie było jej w domu | Nie było jej w domu | Nie było jej w domu | Nie było jej w domu | Nie było jej w domu | Nie było jej w domu | Nie było jej w domu | Ragini Rakhi  | Carol Ravi    | 65 dzień      | 65 dzień     | 65 dzień   |          |          |          |          |          |          |          |          |          |          |          |          |          |          |          |
| Ragini   | Bobby Deepak P      | Ravi Rupali         | Deepak T Ravi       | Rakhi Ravi          | Anupama Carol       | Anupama Ravi        | Ravi Roopali        | Carol Roopali | 58 dzień      | 58 dzień      | 58 dzień     | 58 dzień   |          |          |          |          |          |          |          |          |          |          |          |          |          |          |          |
| Deepak T | Not in the house    | Not in the house    | Kashmera Ragini     | Ragini Rakhi        | Ragini Roopali      | Rahul Rupali        | Rahul Roopali       | 51 dzień      | 51 dzień      | 51 dzień      | 51 dzień     | 51 dzień   | 51 dzień | 51 dzień | 51 dzień | 51 dzień | 51 dzień | 51 dzień | 51 dzień | 51 dzień | 51 dzień | 51 dzień | 51 dzień | 51 dzień | 51 dzień | 51 dzień | 51 dzień |
| Anupama  | Carol Roopali       | Carol Roopali       | Amit Carol          | Carol Ravi          | Carol Roopali       | Carol Roopali       | 44 dzień            | 44 dzień      | 44 dzień      | 44 dzień      | 44 dzień     | 44 dzień   | 44 dzień | 44 dzień | 44 dzień | 44 dzień | 44 dzień | 44 dzień | 44 dzień | 44 dzień | 44 dzień | 44 dzień | 44 dzień | 44 dzień | 44 dzień | 44 dzień |          |
| Aryan    | Deepak P Rahul      | Carol Roopali       | Carol Roopali       | Carol Deepak T      | Carol Roopali       | 37 dzień            | 37 dzień            | 37 dzień      | 37 dzień      | 37 dzień      | 37 dzień     | 37 dzień   | 37 dzień | 37 dzień | 37 dzień | 37 dzień | 37 dzień | 37 dzień | 37 dzień | 37 dzień | 37 dzień | 37 dzień | 37 dzień | 37 dzień | 37 dzień |          |          |
| Kashmera | Deepak P Rahul      | Carol Roopali       | Amit Carol          | 23 dzień            | 23 dzień            | 23 dzień            | 23 dzień            | 23 dzień      | 23 dzień      | 23 dzień      |              |            |          |          |          |          |          |          |          |          |          |          |          |          |          |          |          |
| Deepak P | Ragini Ravi         | Carol Roopali       | 16 dzień            | 16 dzień            | 16 dzień            | 16 dzień            | 16 dzień            | 16 dzień      | 16 dzień      | 16 dzień      | 16 dzień     | 16 dzień   | 16 dzień | 16 dzień | 16 dzień | 16 dzień | 16 dzień | 16 dzień | 16 dzień | 16 dzień | 16 dzień | 16 dzień |          |          |          |          |          |
| Bobby    | Deepak P Ravi       | 9 dzień             | 9 dzień             | 9 dzień             | 9 dzień             | 9 dzień             | 9 dzień             | 9 dzień       | 9 dzień       | 9 dzień       | 9 dzień      | 9 dzień    | 9 dzień  | 9 dzień  | 9 dzień  | 9 dzień  | 9 dzień  | 9 dzień  | 9 dzień  | 9 dzień  | 9 dzień  |          |          |          |          |          |          |
| Salil    | Bobby Deepak P      | 8 dzień             | 8 dzień             | 8 dzień             | 8 dzień             | 8 dzień             | 8 dzień             | 8 dzień       | 8 dzień       | 8 dzień       | 8 dzień      | 8 dzień    | 8 dzień  | 8 dzień  | 8 dzień  | 8 dzień  | 8 dzień  | 8 dzień  | 8 dzień  | 8 dzień  | 8 dzień  |          |          |          |          |          |          |

## 2 edycja
Start: 17 września 2008
 
Koniec: 22 listopada 2008
 
Dni: 98 

- Ashutosh  - (zwycięzca)
- Raja - 2. miejsce
- Zulfi - 3. miejsce
- Rahul - 4. miejsce
- Monica - 5. miejsce
- Diana - 6. miejsce
- Debojit - 7. miejsce
- Ahsaan - 8. miejsce
- Payal - 9. miejsce
- Sambhavana - 10. miejsce
- Alina - 11. miejsce
- Ketaki - 12. miejsce
- Rakhi - 13. miejsce
- Sanjay - 14. miejsce
- Jade - 15. miejsce

### Tabela nominacyjna
|            | Week 1              | Week 2              | Week 3              | Week 4              | Week 5                | Week 6             | Week 7              | Week 8          | Week 9          | Week 10            | Week 11       | Week 12         | Week 13      | Week 14 Final |
| ---------- | ------------------- | ------------------- | ------------------- | ------------------- | --------------------- | ------------------ | ------------------- | --------------- | --------------- | ------------------ | ------------- | --------------- | ------------ | ------------- |
| Ashutosh   | Ashaan Rahul        | Rahul Rakhi         | Banned              | Alina Debojit       | 1 Debojit Rahul       | Debojit Sambhavana | Debojit Sambhavana  | Payal Rahul     | Debojit Zulfi   | Nie było nominacji | Monica Rahul  | 6 Monica Zulfi  | Monica Zulfi | ZWYCIĘZCA     |
| Raja       | Debojit Sanjay      | Rahul Rakhi         | Monica Rahul        | Ketaki (N)          | Nominowana            | Ahsaan Sambhavana  | IMMUNITET           | Payal Rahul     | Debojit Zulfi   | Nie było nominacji | Monica Rahul  | 5Ashutosh Diana | Monica Zulfi | 2. miejsce    |
| Zulfi      | Ashutosh Rakhi      | Rahul Rakhi         | Monica Rahul        | Ashutosh Ketaki     | 2 Alina Sambhavana    | Raja Sambhavana    | Rahul Sambhavana    | Ashutosh Raja   | Ashutosh Raja   | Nie było nominacji | Ashutosh Raja | 2Ashutosh Raja  | Monica Rahul | 3. miejsce    |
| Rahul      | Ashutosh Raja       | Ahsaan Sambhavana   | Raja Zulfi          | Ahsaan Ketaki       | 7 Ashutosh Sambhavana | Nominowany         | Ashutosh Diana      | Diana Raja      | Ahsaan Debojit  | Nie było nominacji | Zulfi Raja    | 4Ashutosh Diana | Raja Zulfi   | 93 dzień      |
| Monica     | Raja Zulfi          | Ahsaan Sambhavana   | Sambhavana Zulfi    | 20 dzień            | 20 dzień              | 20 dzień           | 20 dzień            | IMMUNITET       | Ahsaan Ashutosh | Nie było nominacji | Ashutosh Raja | 1Ashutosh Diana | Raja Zulfi   | 90 dzień      |
| Diana      | Nie było jej w domu | Nie było jej w domu | Nie było jej w domu | Nie było jej w domu | IMMUNITET             | Ahsaan Raja        | Ahsaan Rahul        | Payal Rahul     | Monica Rahul    | Nie było nominacji | Monica Rahul  | 3 Monica Rahul  | 83 dzień     | 83 dzień      |
| Debojit    | Ashutosh Raja       | Ashutosh Payal      | Ketaki Sambhavana   | Alina Sambhavana    | 5 Alina Ashutosh      | Ashutosh Raja      | Ashutosh Zulfi      | Ahsaan Ashutosh | Ahsaan Ashutosh | Nie było nominacji | 69 dzień      | 69 dzień        | 69 dzień     | 69 dzień      |
| Ahsaan     | Raja Zulfi          | Rahul Rakhi         | Monica Rahul        | Alina Payal         | 4 Alina Payal         | Ashutosh Raja      | Ashutosh Debojit    | Payal Rahul     | Ashutosh Diana  | 62 dzień           | 62 dzień      | 62 dzień        | 62 dzień     | 62 dzień      |
| Payal      | Raja Sambhavana     | Rakhi Sambhavana    | Monica Sambhavana   | Ketaki Sambhavana   | 6 Alina Sambhavana    | Raja Sambhavana    | Ashutosh Sambhavana | Ahsaan Raja     | 55 dzień        | 55 dzień           | 55 dzień      |                 |              |               |
| Sambhavana | Rakhi Sanjay        | Rahul Rakhi         | Banned              | Payal Zulfi         | 3 Alina Ashutosh      | Ashutosh Raja      | Ashutosh Debojit    | 48 dzień        | 48 dzień        | 48 dzień           | 48 dzień      |                 |              |               |
| Alina      | Raja Sanjay         | Ahsaan Payal        | Banned              | Payal Zulfi         | 8 Payal Zulfi         | 34 dzień           | 34 dzień            | 34 dzień        | 34 dzień        | 34 dzień           | 34 dzień      | 34 dzień        | 34 dzień     | 34 dzień      |
| Ketaki     | Raja Sanjay         | Raja Rakhi          | Monica Rahul        | Ashutosh Zulfi      | 27 dzień              | 27 dzień           | 27 dzień            | 27 dzień        | 27 dzień        | 27 dzień           | 27 dzień      | 27 dzień        | 27 dzień     | 27 dzień      |
| Rakhi      | Ketaki Raja         | Ahsaan Sambhavana   | 13 dzień            | 13 dzień            | 13 dzień              | 13 dzień           | 13 dzień            | 13 dzień        | 13 dzień        | 13 dzień           | 13 dzień      | 13 dzień        | 13 dzień     | 13 dzień      |
| Sanjay     | Debojit Raja        | 6 dzień             | 6 dzień             | 6 dzień             | 6 dzień               | 6 dzień            | 6 dzień             | 6 dzień         | 6 dzień         | 6 dzień            | 6 dzień       | 6 dzień         | 6 dzień      | 6 dzień       |
| Jade       | Raja Sanjay         | 2 dzień             | 2 dzień             | 2 dzień             | 2 dzień               | 2 dzień            | 2 dzień             | 2 dzień         | 2 dzień         | 2 dzień            | 2 dzień       | 2 dzień         | 2 dzień      | 2 dzień       |